# إيفان ك. لافاييت
إيفان ك. لافاييت (بالإنجليزية: Ivan Lafayette)‏ هو سياسي أمريكي، ولد في 28 يوليو 1930، وتوفي في 4 أكتوبر 2016. حزبياً، نشط في الحزب الديمقراطي. وقد انتخب عضو جمعية ولاية نيويورك.